# Conde de Monsanto
O título de Conde de Monsanto foi um título nobiliárquico de Portugal. Foi atribuído por duas vezes a duas famílias diferentes, em 1460 e 1900. A mais antiga e mais importante das Casas deste título foi a dos Castro, cuja criação em 1460 corresponde a um dos mais antigos condados de Portugal. Assim, o título de conde de Monsanto associa-se historicamente à família Castro. A partir de 1643 foram os condes de Monsanto ainda Marqueses de Cascais.
Anselmo Braamcamp Freire na sua obra Brasões da Sala de Sintra dedica o capítulo III, no Vol. I, aos Castro de seis arruelas, incluindo o ramo dos condes de Monsanto mais tarde marqueses de Cascais.
De destacar a existência em Portugal de dois ramos distintos dos Castro, com armas diferentes:
- Os descendentes de D. Álvaro Pires de Castro (1310-1384), filho bastardo do grande nobre galego D. Pedro Fernandes de Castro, o da Guerra. D. Álvaro era meio-irmão bastardo de D. Fernando Rodrigues de Castro, chamado Toda a Lealdade de Espanha, e ainda de D. Inês de Castro. Foi conde e condestável de Portugal. Estes são os Castro ditos de seis arruelas, entre os quais se contam os condes de Monsanto e marqueses de Cascais.
- Os descendentes de um sobrinho homónimo de D. Álvaro Pires de Castro, filho do supra citado D. Fernando Rodrigues de Castro, Toda a Lealdade de Espanha. Estes são os Castro ditos de treze arruelas, a quem Braamcamp Freire também dedica um capítulo da sua obra.[2]

## Condes de Monsanto (1460)

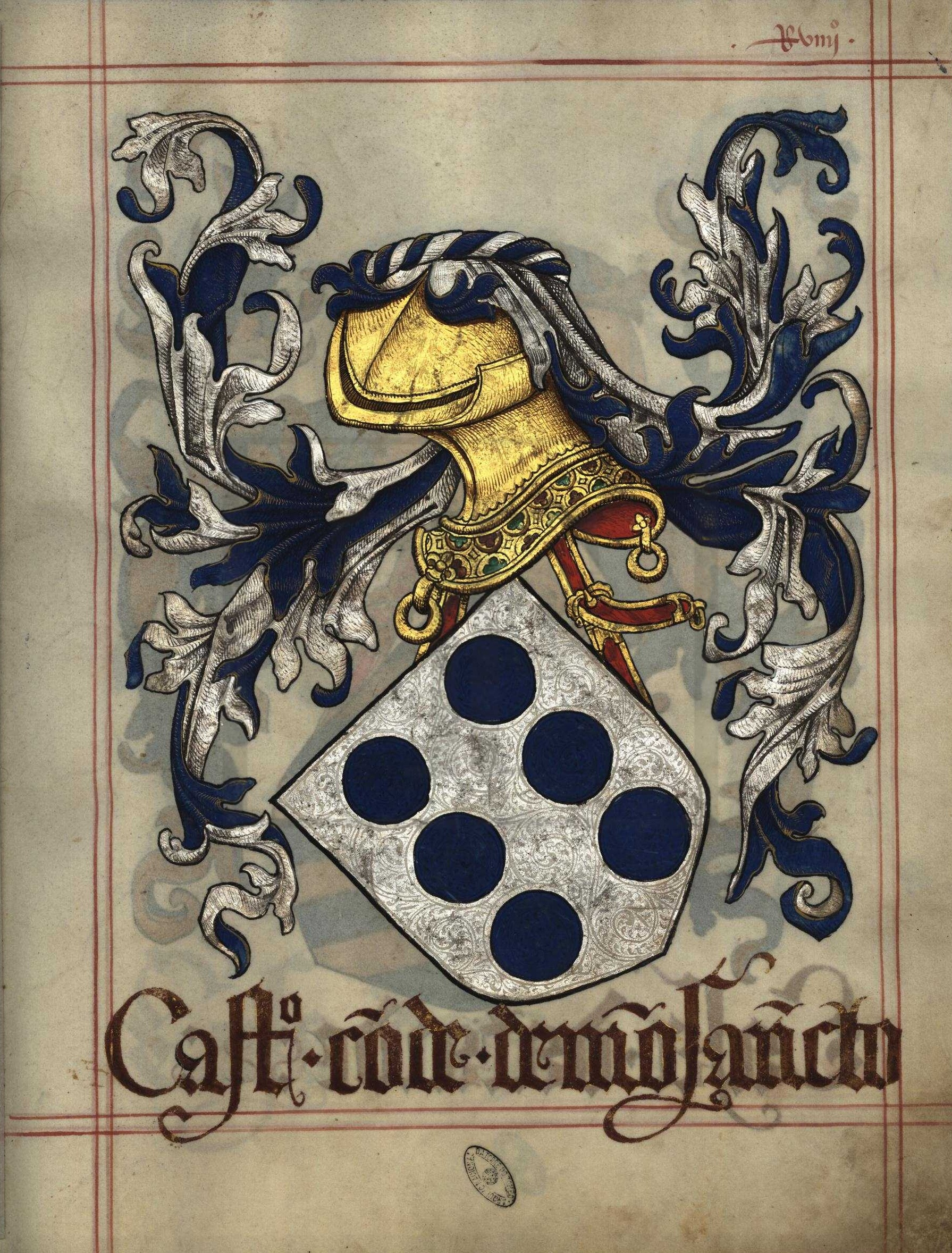
Armas de Castro conde de Monsanto, in Livro do Armeiro-Mor (fl 49^{r}) (1509): de prata, com seis arruelas de azul. Armas dos Castro condes de Monsanto e marqueses de Cascais

O condado de Monsanto foi criado por Carta de 21 de Maio de 1460 de D. Afonso V de Portugal a favor de D. Álvaro de Castro, bisneto do conde e condestável D. Álvaro Pires de Castro já mencionado. Casou com D. Isabel da Cunha, senhora de Cascais e da Lourinhã.
D. Martim Afonso de Castro, filho do 4.º Conde de Monsanto, foi Vice-Rei da Índia em 1605-1607.
D. Álvaro Pires de Castro, 6.º Conde de Monsanto, distinguiu-se na Guerra da Restauração e foi feito Marquês de Cascais por por carta de D. João IV de 19 de Novembro de 1643.
D. Luís José de Castro Noronha Ataíde e Sousa, 11.º Conde de Monsanto e 4.º Marquês de Cascais, não teve descendência, o que levou a que o uso do título não fosse reclamado e a Casa revertesse para a Coroa.

### Titulares
1. D. Álvaro de Castro, 1.º Conde de Monsanto (c. 1420 - 1471)
2. D. João de Castro, 2.º Conde de Monsanto (c. 1440 - 1496)
3. D. Pedro de Castro, 3.º Conde de Monsanto (c. 1460 - 1529)
4. D. António de Castro, 4.º Conde de Monsanto (c. 1530 - 1602)
5. D. Luís de Castro, 5.º Conde de Monsanto (c. 1560 - 1612)
6. D. Álvaro Pires de Castro e Sousa (c. 1590 - 1674), 6.º Conde de Monsanto, feito 1.º Marquês de Cascais

### Marqueses de Cascais (1643)
1. D. Álvaro Pires de Castro e Sousa (c. 1590 - 1674), 1.º Marquês de Cascais e 6.º Conde de Monsanto
2. D. Luís Álvares de Castro (1644 - 1720), 2.º Marquês de Cascais e 7.º Conde de Monsanto
3. D. Manuel José de Castro Noronha Sousa e Ataíde (1666 - 1742), 3.º Marquês de Cascais e 8.º Conde de Monsanto
  1. D. Fernando de Noronha (1667 - 1722), 9.º Conde de Monsanto
  2. D. José Maria Leonardo de Castro (1714 - 1716), 10.º Conde de Monsanto
4. D. Luís José de Castro Noronha Ataíde e Sousa (1717 - 1745), 4.º Marquês de Cascais e 11.º Conde de Monsanto e 8.° Conde da Castanheira. Morreu sem descendência

### Armas
As armas dos Castros Marqueses de Cascais e Condes de Monsanto eram: de prata, com seis arruelas de azul, alinhadas em duas palas, 3 e 3. Estas armas encontram-se no Livro do Armeiro-Mor (fl 49r), no Livro da Nobreza e Perfeiçam das Armas (fl 9v), no Thesouro de Nobreza (fl 23r), etc.
Quanto ao Timbre dos Castros, Braamcamp Freire descreve várias variantes existentes:
- uma "roda de navalhas de Santa Caterina, a roda de sua côr, as navalhas de prata", que são as que se podem ver na Sala de Sintra, e que era o timbre dos senhores do morgado de Penha Verde, adoptado por um filho de D. João de Castro, Vice-rei da Índia (1545-1548).
- "um lião nascente, ou de oiro, ou de prata, e umas vezes carregado com os móveis do escudo, outras não", que é o comum.
- "um caranguejo de prata, carregado das seis arruelas do escudo", que é o geralmente dado à Casa de Monsanto, em alusão ao marisco existente em Cascais, o qual, inclusivamente, deu o nome à terra.

No entanto, António Caetano de Sousa nas suas Memorias Historicas e Genealogicas dos Grandes de Portugal esclarece ser o timbre dos Marqueses de Cascais "meyo Leaõ de ouro."
Para esclarecimento, as armas dos Castros ditos de treze arruelas eram: de ouro, com treze arruelas de azul, alinhadas em três palas, 4, 5, e 4. Timbre: lião nascente de oiro, armado e linguado de vermelho, nas palavras de Braamcamp Freire. Estas armas também se encontram em todas as obras mencionadas supra.

## Condes de Monsanto (1900)
Por carta régia de 3 de Agosto de 1900 D. Carlos I recriou o título de Conde de Monsanto a favor de Cândido Cardoso Calado (1831-1911) que, por carta de 17 de Janeiro de 1890, já tinha sido feito Visconde de Monsanto pelo mesmo Monarca.

### Titular
1. Cândido Cardoso Calado, 1.º e único Visconde e Conde de Monsanto.[nota 1]